# Cephalops furnaceus
Cephalops furnaceus är en tvåvingeart som beskrevs av De Meyer 1990. Cephalops furnaceus ingår i släktet Cephalops och familjen ögonflugor.
Artens utbredningsområde är British Columbia. Inga underarter finns listade i Catalogue of Life.